# Charlotte Tschanz
Pour les articles homonymes, voir Tschanz.
Charlotte «Lotti» Tschanz, née le 10 juillet 1933, est une archère suisse.

## Palmarès
- Jeux olympiques
  - 8e à l'individuel femme aux Jeux olympiques d'été de 1980 à Moscou.